# Нюкки
Нюкки — озеро на территории Амбарнского сельского поселения Лоухского района Республики Карелии.

## Общие сведения
Площадь озера — 3,7 км², площадь водосборного бассейна — 1480 км². Располагается на высоте 88,6 м над уровнем моря.
Форма озера лопастная, продолговатая: оно вытянуто с северо-запада на юго-восток. Берега каменисто-песчаные, преимущественно возвышенные.
Через озеро течёт река Кереть, впадающая в Белое море.
С юго-западной стороны водоёма втекает река Сенная. С северо-восточной — река Салма, несущая воды из озёр Тачкюнаярви (Тучкан), Грязного, Корпиярви, Сельгоярви (Малое Паново, Паново, Малого Панова (залив Грязный), Заднего (Нейтиярви) и Кирпичного.
В озере расположено не менее шести небольших островов различной площади. Наиболее крупные — Камень, Тростниковый и Калма.
К северо-западной оконечности Нюкки проходит трасса 86К-127 («Р-21 „Кола“ — Пяозерский — граница с Финляндской Республикой»).
Код объекта в государственном водном реестре — 02020000711102000002262.